# 리조트 월드 센토사

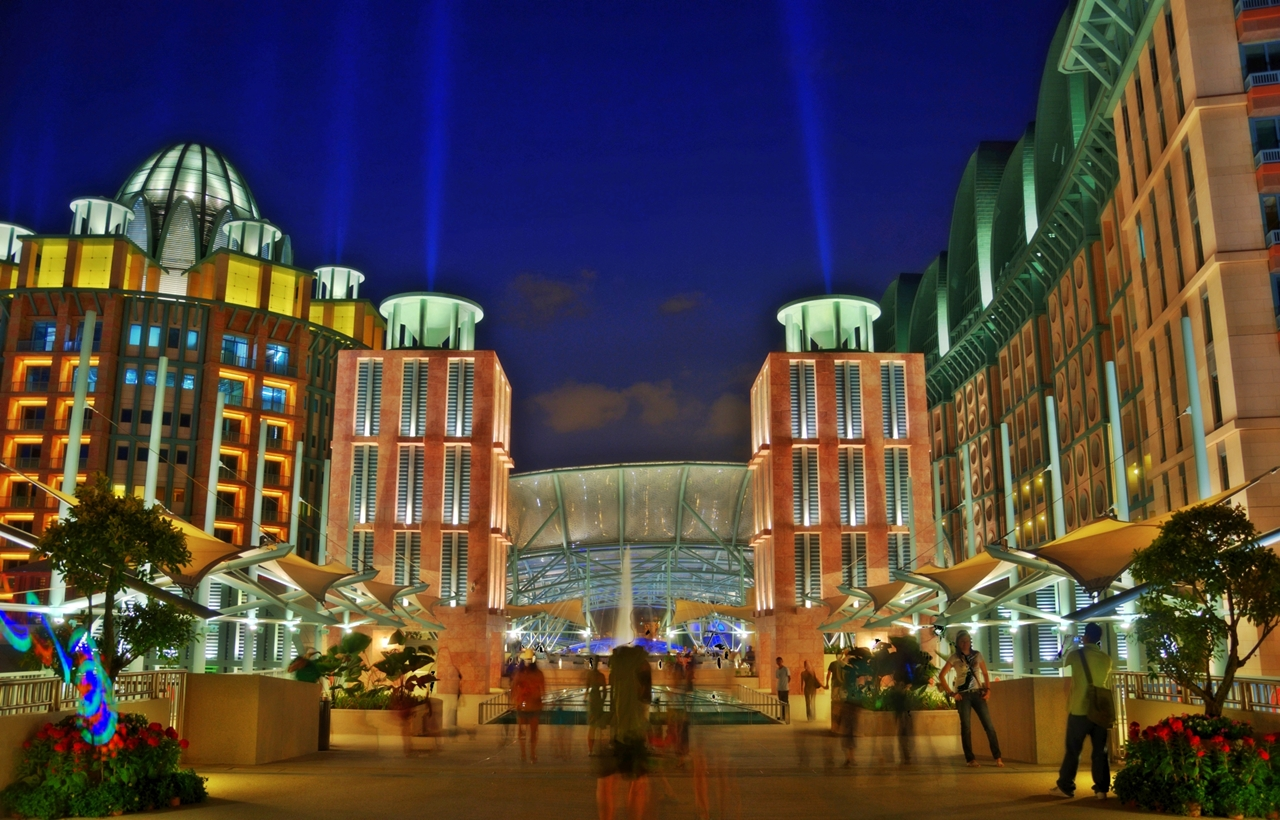
리조트 월드 센토사의 모습

리조트 월드 센토사(Resorts World Sentosa)는 싱가포르 남쪽 해안에 위치한 센토사섬에 위치한 호텔이다. 카지노, 유니버설 스튜디오 싱가포르 테마파크, 수족관 등 여러 볼거리가 풍부해서 인기가 많다.
4.93백만 달러가 투자되었으며 겐팅 그룹이 건설하였다. 세계에서 3번째로 가장 비싸게 건설된 건물이기도 하다. 49헥타르 크기이고, 완전히 개공되면 10,000 명 넘는 사람을 즉시 고용할 계획에 있다. 총 15,000개의 방이 있다.